# Ramon Muntanyola i Llorach
Ramon Muntanyola i Llorach (L'Espluga de Francolí, Conca de Barberà, 2 d'abril de 1917 —Barcelona, 10 de setembre de 1973) fou un prevere i poeta català que va ser nomenat Mestre en Gai Saber el 1973.

## Biografia
Va estudiar al col·legi de les Germanes Carmelites de la Caritat a l'Espluga de Francolí fins al 1926 i després a l'escola pública fins al 1927. Per influència del seu germà Josep, que era religiós amb els pares paüls al convent de l'Espluga, fou ingressat al convent paül de Bellpuig el 1927, on va restar fins al 1931. El 1932 va ingressar al noviciat que els pares paüls tenien a Mallorca, però només hi feu un curs i va deixar el noviciat de Mallorca per ingressar al seminari de Tarragona per fer els seus estudis amb la vista posada en el ministeri sacerdotal diocesà. Feu els 3 cursos preceptius de Filosofia els anys 1933-1936. Aquest darrer any va anar a un seminari a la Seu d'Urgell.
El 26 de juliol de 1936 els anarquistes s'apoderaren del seminari i detingueren els seminaristes, entre ells Ramon Muntanyola (que tenia 19 anys), i els portaren a Lleida per ingressar-los a la presó. Després els van portar a Tarragona, on els van alliberar l'1 de setembre. Alguns membres de la seva família foren morts per anarquistes l'agost d'aquell any. Aviat va marxar amb la família cap a Barcelona i després a França. D'allí va passar a Mallorca, en poder dels feixistes.
Va tornar a Tarragona a la darreria de 1939 i va ingressar al seminari. Fou ordenat el 20 de juny del 1940 a l'Espluga per un arquebisbe paül, missioner al Perú, i l'endemà, dia 21, rebé l'ostiariat i el lectorat. El 21 de juliol, a la capella del palau episcopal de Barcelona, el bisbe Dr. Díaz de Gómara, li va donar les 2 ordes menors restants i 8 dies més tard el mateix bisbe l'ordenava sotsdiaca. Probablement per manca d'entesa amb els superiors, el diaconat va tardar quasi 1 any i mig en ser-li conferit, fins a l'1 de novembre de 1941, a Tortosa. Els primers temps de capellà va assumir tota una sèrie de destinacions: vicari a Montbrió del Camp, encarregat de Forès, vicari a Sant Joan de Reus, a l'Espluga de Francolí i a Guimerà, i encarregat de Ciutadilla.
Més tard, vicari a Montblanc i encarregat de Prenafeta i ja, amb l'arquebisbe Arce, coadjutor d'Alcover i encarregat de Farena, Mont-ral, Rojals. La tardor del 1946 va rebre el nomenament d'ecònom de Santa Maria dels Omells de na Gaia i encarregat de Senan.

## Activitat literària
El seu primer llibre de versos fou Anima endins. El va seguir un altre llibret, Infants, ocells i nadales, de sentit nadalenc. Va prendre part en tota mena de festes literàries com els Jocs Florals de Vallfogona del 1947. Les seves poesies van rebre alguns premis. Va publicar 84 números d'un full parroquial en català, La veu de la Parròquia, estès per tota la diòcesi, fins que el juliol del 1949 entrava a Tarragona el nou arquebisbe Benjamín de Arriba y Castro, conegut pels seus prejudicis contra la cultura i la llengua catalanes, que una de les primeres coses que va fer fou suprimir el full parroquial (12 de març de 1950). Llavors va publicar una revista catalanista titulada Ressò, de la qual només van sortir 16 números per pressions de la jerarquia eclesiàstica.
En represàlia, la tardor del 1951 va ser destinat com a capellà adjunt a la Casa d'Exercicis de la Selva del Camp, càrrec buit que amagava una sanció jeràrquica. Allí va romandre 20 anys on va escriure dotzenes de poesies en català i va predicar per tots els pobles de les comarques tarragonines i fins i tot de fora. El febrer del 1960 el cardenal De Arriba y Castro el va nomenar ecònom de Salou, posant fi al període de proscrit selvatà. A Salou va estar-hi 13 anys i va fer una tasca social sense deixar la poesia.
També va participar en els Jocs Florals de la llengua catalana celebrats a Zúric el 1968 i a Ginebra el 1972. En ambdós certàmens va ser premiat amb la viola d'or. El gener del 1970 es va publicar Vidal i Barraquer, el cardenal de la pau, la seva obra culminant en prosa. El mateix any es va posar malalt i se li va diagnosticar leucèmia.
Va morir a Salou el 10 de setembre del 1973.